# Hans Dolinar
Hans Dolinar (* 5. Februar 1940 in Wien; † 18. April 2020 in Linz) war ein österreichischer Wirtschaftsjurist und Hochschullehrer für Zivilprozessrecht an der Johannes Kepler Universität (JKU) in Linz. Von 1983 bis 1988 war er Rektor dieser Universität.

## Leben
Hans Dolinar wurde als Sohn eines Gynäkologen in Wien-Brigittenau geboren. Seine Schwester Hannelore folgte der Karriere ihres Vaters in der Gynäkologie während Hans nach seiner Matura am Bundesrealgymnasium Wien I im Jahr 1958 Rechtswissenschaften an der Universität Wien sowie französische Sprache an der Philosophischen Fakultät in Wien studierte. Während seines Studiums schloss er sich 1960 der katholischen Studentenverbindung KÖStV Nibelungia Wien im ÖCV an.
1962 erwarb er den akademischen Grad eines Dolmetschers in französischer Sprache. Ein Jahr später schloss er das Doktorat in den Rechtswissenschaften ab und promovierte zum Dr. iur. Nach dem Rechtspraktikum am Bezirksgericht für Handelssachen in Wien und am oberösterreichischen Bezirksgericht sowie der Absolvierung des Wehrdienstes beim österreichischen Bundesheer studierte Dolinar von 1965 bis 1968 Wirtschaftswissenschaften an der damaligen Wiener Hochschule für Welthandel (jetzt Wirtschaftsuniversität). Er schloss das Studium mit dem akademischen Grad eines Diplomkaufmanns ab. 1967 wurde er dank des Rechtsprofessors Richard Holzhammer, der zu Beginn sein Mentor und später sein Freund war Universitätsassistent am Institut für Wirtschaftsrecht an der neu gegründeten Hochschule für Sozial- und Wirtschaftswissenschaften der Johannes Kepler Universität in Linz. Im April 1974 habilitierte er auch an diesem Institut.
Im Jahr 1975 wurde Dolinar nach der Gründung der Rechtswissenschaftlichen Fakultät zum außerordentlichen Professor für Zivilprozessrecht ernannt. 1983 erfolgte die Ernennung zum ordentlichen Universitätsprofessor für Zivilprozessrecht an der Universität Linz. Von 1983 bis 1988 leitete er als Rektor die Universität. In seiner Amtszeit fokussierte er sich auf internationale Verbindungen zwischen österreichischen und amerikanischen Universitäten. Als späteres Mitglied der österreichischen Rektorenkonferenz wurde ihm auch die Betreuung der auswärtigen Angelegenheiten mit Amerika zugeteilt.
1991 hatte er eine Gastprofessur an der Harvard Law School inne, wo er den Schwerpunkt der internationalen Handelsschiedgerichtsbarkeit vertiefen konnte. 1998 folgte er einer Einladung für eine Gastprofessur an der Georgia State University und 2004 und 2006 an der Duke University School of Law. Zwischen 1999 und 2007 war Dolinar Gastwissenschaftler an der Columbia Law School, Harvard Law School, Duke Law School, Law School der New York University und der Law School of the University of San Diego.
Hans Dolinar etablierte im Jahr 1998 im neuen Curriculum des Diplomstudiums Rechtswissenschaften eine internationale Orientierung an der Rechtswissenschaftlichen Fakultät. Unter anderem wurde Legal English als Pflichtfach im ersten Studienjahr eingeführt. Darüber hinaus hatten Studierende die Option, einen internationalen Schwerpunkt im zweiten Studienabschnitt zu wählen, der sich auf Völkerrecht, Europarecht und weitere in englischer Sprache abgehaltene Fächer konzentrierte.
Im Laufe seiner zahlreichen Einladungen von anderen Universitäten zur Aufrechterhaltung der internationalen Beziehungen bekam er 2006 die Möglichkeit von der Duke University School of Law als Gastprofessor nach Hongkong zu gehen. Dort war er Teil des internationalen Programms der Universität und unterrichtete internationale Handelsschiedgerichtsbarkeit auf Englisch. Der Kurs erfreute sich bei den Studierenden großer Beliebtheit und wurde zahlreich besucht.
Privat war Dolinar Vater einer Tochter namens Veronika, die aus seiner zweiten Ehe entstammt.

## Arbeits- und Forschungsschwerpunkte
Prägend war insbesondere sein Wirken im Bereich Prozessrecht, in dem er auch zahlreiche Artikel veröffentlichte. Darüber hinaus beteiligte er sich am österreichischen Außerstreitverfahren, bei dem über privatrechtliche Ansprüche entschieden wird. Sein Buch über das österreichische Außerstreitverfahren gilt als Standardwerk der Lehre.
Dolinars Expertise bezog sich unter anderem auf internationale Vertragsangelegenheiten, beispielsweise hinsichtlich Handelns auf internationaler Ebene, Bauwesen und industrielle Ausrüstungen. Darüber hinaus spezialisierte er sich auch im Bereich der internationalen Auslandsinvestitionen und im internationalen Finanzwesen. Sein Wissen und Können umfasste nicht nur das österreichische Rechtssystem, sondern auch das US-amerikanische, das deutsche und das französische Rechtssystem.
Hans Dolinar war zudem auch im Gespräch als parteiloser Justizminister.

## Werke (Auswahl)
- Ruhen des Verfahrens und Rechtsschutzklagennis (1974)
- Österreichisches Außerstreitverhandlungsrecht. Allgemeiner Teil (1982)
- Praktisches Zivilprozessrecht: Außerstreitverfahren und Exekutionsverfahren (5. Aufl. 1997)
- Außerstreitverfahren (2001)
- Einführung in das Zivilprozessrecht. Landesgerichtliches Klageverfahren (2007)
- Zivilprozessrecht (16. Aufl. 2019)

## Belege
1. 1 2 3 4 5 6  ÖCV - Univ.-Prof. Dkfm. Dr. Mag. Akad.Übers. Hans Dolinar. Abgerufen am 8. November 2024.
2. 1 2 3 4 5  Curriculum vitae Hans Dolinar. Archiviert vom Original am 12. Februar 2018; abgerufen am 10. Dezember 2024.  Info: Der Archivlink wurde automatisch eingesetzt und noch nicht geprüft. Bitte prüfe Original- und Archivlink gemäß Anleitung und entferne dann diesen Hinweis.
3. 1 2 3 4  Nachruf auf Prof. Hans Dolinar. Abgerufen am 8. November 2024.
4. ↑  Nachrufe: Ein wissenschaftliches Naturtalent. Abgerufen am 10. Dezember 2024.
5. ↑  Außerstreitverfahren. Abgerufen am 8. November 2024.
6. ↑  Schiedsgerichtspraktiker Hans Dolinar. Abgerufen am 10. Dezember 2024.

| Personendaten    | Personendaten                                          |
| ---------------- | ------------------------------------------------------ |
| NAME             | Dolinar, Hans                                          |
| KURZBESCHREIBUNG | österreichischer Wirtschaftsjurist und Hochschullehrer |
| GEBURTSDATUM     | 5. Februar 1940                                        |
| GEBURTSORT       | Wien                                                   |
| STERBEDATUM      | 18. April 2020                                         |
| STERBEORT        | Linz                                                   |